# Christian Borrisholt Steen
Christian Borrisholt Steen (født 1977 i Hirtshals) er en dansk samfundsdebattør og foredragsholder.
Han var medlem af Det Etiske Råd fra 2012 til 2018.

## Baggrund og uddannelse
Borrisholt Steen voksede op i et indremissionsk miljø i Vendsyssel.
Borisholt Steen var i 2021 kandidat til kandidat for Venstre til regionsrådsvalget 2021 i Region Nordjylland. Han opnåede 1.088 personlige stemmer, hvilket ikke var nok til at blive valgt.
Kort tid efter meddelte han, at han var færdig med politik og derfor ikke genopstillede.
Han er uddannet cand.mag. i samfundsfag og psykologi fra Aalborg Universitet i 2003 og har en master i etik og værdier i organisationer fra Aarhus Universitet i 2012. Han var fra 2017-2024 ansat som seniorkonsulent hos Videncenter for God Arbejdslyst, der er en del af Kristelig Fagbevægelse (Krifa).

## Virke som samfundsdebattør
Borrisholt Steen blev kendt udenfor det kristne miljø, da han i 2019 kritiserede shoppingcentret Rødovre Centrum for at fjerne en Michael Jackson-figur fordi kunder følte sig stødt over figuren. Det skete efter premieren på filmen Leaving Neverland hvor to mænd fortæller at de som drenge blev seksuelt misbrugt af Michael Jackson.
Borrisholt Steen har argumenteret imod juridisk kønsskifte, og udtalt sig imod tvungen organdonation og aktiv dødshjælp.